# José de Urbina y Urbina
José de Urbina y Urbina, III conde de Cartaojal (Antequera, 21 de abril de 1761-20 de marzo de 1833) fue un general español que participó en la Guerra de la Independencia.

## Carrera militar
Cartaojal se enroló como cadete en la Guardia Real en 1771, mientras estudiaba matemáticas en Barcelona. Llegó a ser teniente general, pero fue destituido de su cargo tras su derrota estrepitosa en la batalla de Ciudad Real.